# مبرهنة جرين تاو

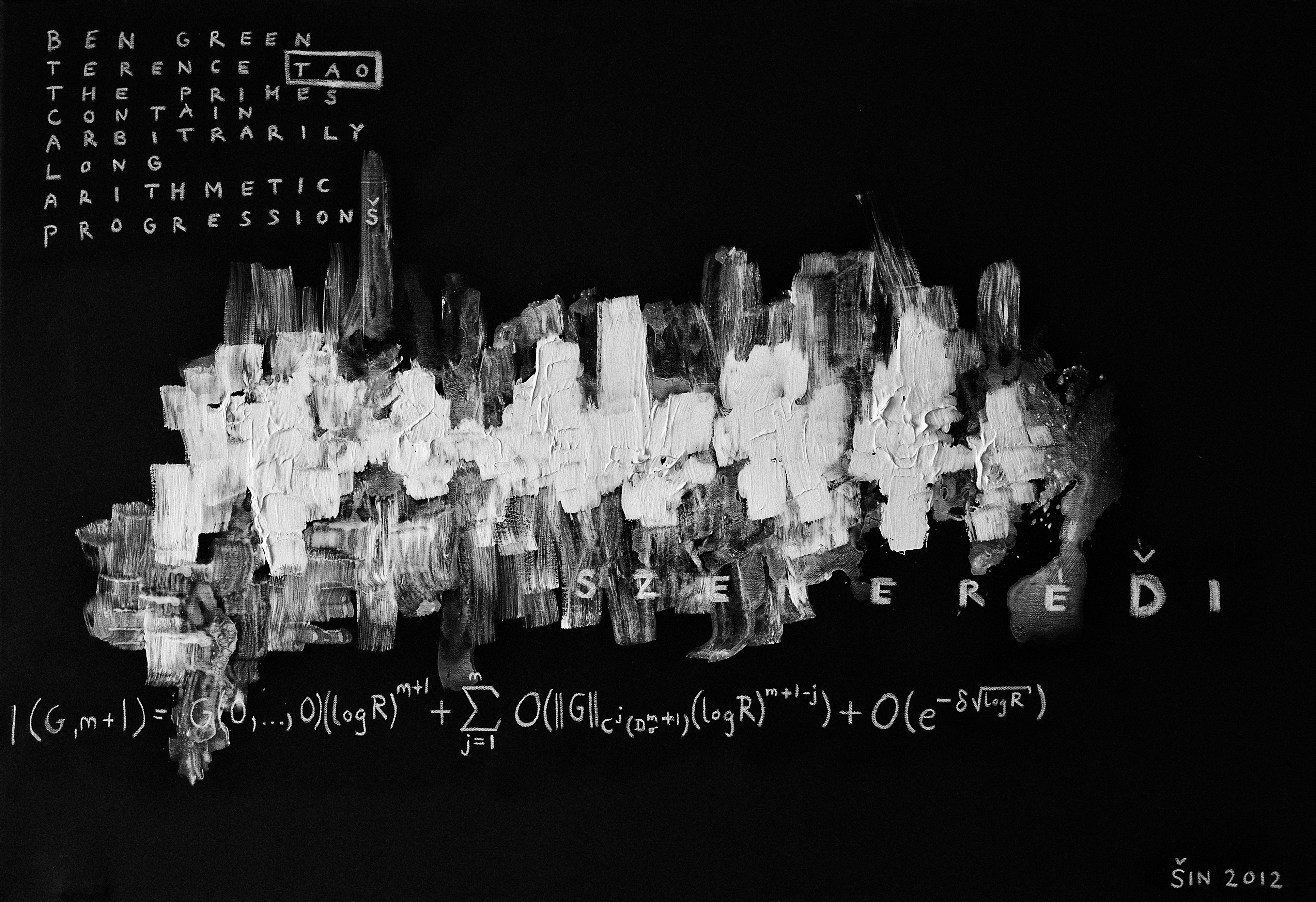

في نظرية الأعداد، مبرهنة جرين تاو هي مبرهنة برهن عليها كل من بين جرين وتيرنس تاو في عام 2004. تنص هاته المبرهنة على أن متتالية الأعداد الأولية تحتوي على متتاليات حسابية أياً كان طولها.